# René Lefebvre
René Leopold Henri Lefebvre  (Doornik, 8 augustus 1893 - Lamain, 26 maart 1976) was een Belgisch liberaal politicus en minister.

## Levensloop
Lefebvre was van opleiding landbouwkundig ingenieur en werd beroepshalve hereboer.
Hij werd politiek actief voor de Liberale Partij en daarna de PLP en was voor deze partij van 1921 tot aan zijn dood in 1976 burgemeester van Lamain. Bovendien was hij provincieraadslid van Henegouwen en zetelde hij van 1935 tot 1974 voor het arrondissement Doornik in de Kamer van volksvertegenwoordigers, waar hij voor korte tijd ondervoorzitter en van 1947 tot 1954 en van 1961 tot 1965 fractievoorzitter was van de Liberale Partij en daarna van de PVV-PLP. Tevens zetelde hij in het Europees Parlement
Van 1948 tot 1958 was hij lid van het Centrum Harmel in de Kamer. Als voorstander van federalisme schreef hij in januari 1950 samen met de liberale Kamerleden Maurice Destenay, René Drèze, Raymond Becquevort en René Dupriez het wetsvoorstel van een volksraadpleging over het federalisme. Hoewel hij federalistisch was, steunde hij de acties van de Waalse Beweging niet.
Bovendien volgde Lefebvre een ministeriële loopbaan: van 1945 tot 1946, van 1946 tot 1947 en van 1954 tot 1958 was hij minister van Landbouw en van 1958 tot 1961 minister van Binnenlandse Zaken. In 1966 werd hij benoemd tot minister van Staat.

## Bron
- Mouvement du Encyclopédie Wallon.